# بک مین هیون
بک مین هیون (کره‌ای: 백민현؛ زادهٔ ۱۳ ژانویه ۱۹۸۵) بازیگر اهل کره جنوبی است. او حرفه بازیگری خود را با ایفای نقش در خواهر دوست‌داشتنی من (۲۰۰۶–۲۰۰۷) آغاز کرد.

## فیلم‌شناسی

### فیلم
| سال  | عنوان     | نقش                     | منابع |
| ---- | --------- | ----------------------- | ----- |
| ۲۰۰۶ | آرانگ     | جون هو                  |       |
| ۲۰۲۱ | عمارت روح | ویراستار (حضور افتخاری) | [ ۱ ] |

### مجموعه تلویزیونی
| سال       | عنوان                    | نقش          | منابع        |
| --------- | ------------------------ | ------------ | ------------ |
| ۲۰۰۶      | Fallen Angel, Jenny      | هیون سه      |              |
| ۲۰۰۶–۲۰۰۷ | خواهر دوست‌داشتنی من      | یون هیوک جو  | [ ۲ ] [ ۳ ]  |
| ۲۰۰۹      | امپراتور آهن             | کیم جین      |              |
| ۲۰۱۱      | وقتی خواب یودی           | چه وو جین    | [ ۴ ] [ ۵ ]  |
| ۲۰۱۲      | کویسورو مایسون: رین‌بو رز | جی او        |              |
| ۲۰۱۵      | همسایه دلربا             | گونگ سو گو   | [ ۶ ] [ ۷ ]  |
| ۲۰۱۵      | عشق هوگو                 | حضور افتخاری | [ ۸ ]        |
| ۲۰۲۰      | در رؤیای تو              | کانگ این     |              |
| ۲۰۲۱      | در آستانه جنون           | آن جون سو    | [ ۹ ] [ ۱۰ ] |